# Döntési fa

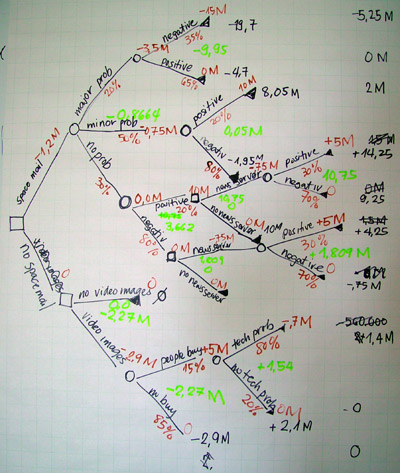
Döntési fa ábra

A döntési fa egy olyan, a döntéshozatalban használt grafikus modell, amit az optimális tevékenység határoz meg olyan esetekben, amikor több választási lehetőség is rendelkezésre áll, és a kimeneteik bizonytalanok. A diagram arról kapta a nevét, hogy egy faágra hasonlít. A döntési fák matematikailag gráfok.

## Leírása
A döntési fa a különböző döntési lehetőségeket ábrázolja, az esetleges következményeket, esélyeket, hasznosságot és erőforrásokat figyelembe véve, attól függően, hogy mire használják. A döntési fa egy olyan faszerkezet, amelyben minden belső csúcs egy értékre vonatkozó ellenőrzést jelöl, a csúcsból kivezető minden él pedig az ellenőrzés egy-egy kimenetének feleltethető meg, így lehetővé téve, hogy fa formában ábrázoljunk függvényeket. Könnyen érthető, magyarázható; inkább értékek, mint függvények szerepelnek benne. Az induktív tanulási módszerek közé tartozik, és mindig csak egy eredményt ad magyarázattal, akkor is, ha több legjobb megoldás lenne. Érzékeny a tanulóhalmaz hibáira, és a további tanuláshoz újabb döntési fát kell generálni. Kombinálható más módszerekkel, így javítani lehet a hibáin.

## Döntési fát előállító algoritmusok
A döntési fa előállítására több eljárást is kidolgoztak. Ezek mind rekurzív algoritmusok, amik egy kérdésre adott válasz szerint szétbontják a tanulóhalmazt. A kérdéseket úgy teszik fel, hogy a kisebb részek homogénebbek legyenek a magyarázandó változó szempontjából, mint az egész.
Több kritériumot is megadnak a rekurzió leállítására az egyes ágakon:
- Nincs értelme tovább osztani a csomópont elemeit:
  - A csomóponthoz tartozó elemek homogének a vizsgált tulajdonságokra
  - Elfogytak a csomóponthoz tartozó elemek
  - Elfogytak az osztályozó attribútumok

Ekkor a csomóponthoz tartozó elemek típusáról szavazás dönt, vagy feljegyzik az ide tartozó elemek osztályát
- Az adott ág elért egy bizonyos mélységet

Három nagy algoritmuscsalád létezik a döntési fák generálására:
- ID3 Interactive Dichotomizer 3
- CART Classification and Regression Trees
- CHAID Chi-squared Automatic Interaction Detection

Az ID3 családba tartozó algoritmus:
- A legnagyobb entrópiájú attribútumot választja.[* 1][* 2][* 3]
- Csak magukra az attribútumokra tesztel, és nem attribútumok lineáris kombinációira
- Nominális attribútumra annyi felé ágazik, ahány értéket az attribútum felvehet
- Nagy méretű fát épít
- Ha egymás után kevés attribútumot tesztel, akkor lehet, hogy az attribútumok egy függvénye az igazi kritérium

A CART családba tartozó algoritmus:
- A Gini-indexet használja:

{\displaystyle \mathrm {Gini} (n)=\sum _{i=1}^{k}p_{i}\left(1-\sum _{j=1}^{l}p_{ij}^{2}\right)}
„ahol pi az i-edik attribútum érték relatív gyakorisága az n csúcshoz tartozó mintában, és pij a magyarázott változó j-edik értékének relatív gyakorisága a ci gyerekhez tartozó almintában.” Azaz mindig a lehető legnagyobb homogén osztályt választja le.
- Az attribútumok lineáris kombinációit is teszteli
- Nagy bináris fát épít
- Az intervallum skálán mért magyarázandó változó szórásának csökkenését is figyeli

A CHAID családba tartozó algoritmus:
- A khi-tesztet használja
- Csak magukra az attribútumokra tesztel
- Intervallum skálán mért magyarázott változó esetén F-tesztet használ
- Csak addig növeli a bináris fát, amíg a legjobb szétvágás szignifikanciája meghalad egy bizonyos szintet
- Ha egymás után kevés attribútumot tesztel, akkor lehet, hogy az attribútumok egy függvénye az igazi kritérium

Az ID3 fák csak osztályozásra, a többi fa osztályozásra és előrejelzésre is használható.
A fák hajlamosak túltanulni a tanulóhalmazt, vagyis kitűnően működni a tanulóhalmazon, de a teszthalmazon kevésbé. Hibás adatokból hibás ágak lesznek, ezért a terebélyes döntési fákat a teszthalmaz segítségével meg szokták metszeni.

## Felhasználási területei
- operációkutatás: a döntéselemzések során segít megtalálni a legkedvezőbb stratégiát, egy cél eléréséhez.
- adatbányászat: nagy méretű adathalmazokra is hatékonyan felépíthető.
- mesterséges intelligencia

## Fordítás
Ez a szócikk részben vagy egészben  a   Decision tree című angol Wikipédia-szócikk fordításán alapul.  Az eredeti cikk szerkesztőit annak laptörténete sorolja fel. Ez a jelzés csupán a megfogalmazás eredetét és a szerzői jogokat jelzi, nem szolgál a cikkben szereplő információk forrásmegjelöléseként.